# Papa Bonifácio VI
Papa Bonifácio VI nasceu em Roma, foi eleito em 11 de abril de 896 e morreu 15 dias depois de ser eleito em 26 de abril do mesmo ano, pelos opositores do Papa Formoso.
Foi eleito no meio de um tumulto popular. Enquanto subdiácono e sacerdote tinha, por duas vezes incorrido numa pena de privação de ordens. Num Concílio em Roma, realizado pelo Papa João IX, em 898, a sua eleição foi considerada nula.
Depois de quinze dias de pontificado existem dúvidas sobre a causa da sua morte. Uns dizem que morreu de gota; outros que foi violentamente expulso para dar lugar ao candidato de Espoleto, Estêvão VI.